# EN 1991
O Eurocódigo 1 (EN 1991) – Ações em estruturas – tem dez partes:
- Fogo;
- Neve;
- Vento;
- Temperatura;
- Ações durante a construção;
- Ações acidentais;
- Tráfego em pontes;
- Ações devidas a gruas e a outros equipamentos;
- Silos e Depósitos

Não há tradução oficial em língua portuguesa.